# Gyłybin Boewski
Gyłybin Pepow Boewski (bułg. Гълъбин Пепов Боевски; ur. 19 grudnia 1974 w Kneży) – bułgarski sztangista, mistrz olimpijski i dwukrotny mistrz świata.

## Kariera
Międzynarodową karierę rozpoczął występem na mistrzostwach Europy w Walencji w 1993 roku, gdzie zajął szóste miejsce. Początkowo występował w wadze koguciej (do 64 kg). W 1995 roku został zdyskwalifikowany na dwa lata za stosowanie zabronionych środków dopingujących.
W 1998 roku powrócił i rozpoczął występy w wadze lekkiej (do 69 kg), w której osiągał największe sukcesy. Już w kolejnym roku zdobył złoty medal podczas mistrzostw świata w Atenach, wyprzedzając dwóch Greków: Jeorjosa Tzelilisa i Waleriosa Leonidisa. Zwyciężył także na rozgrywanych w tym samym roku mistrzostwach Europy w La Coruñii. W 2000 roku wystartował na igrzyskach olimpijskich w Sydney, gdzie także był najlepszy, ustanawiając jednocześnie rekord olimpijski wynikiem 357,5 kg. Pozostałe miejsca na podium zajęli jego rodak, Georgi Markow oraz Białorusin Siarhiej Łaurenau. Kolejny złoty medal zdobył na mistrzostwach świata w Antalyi w 2001 roku, gdzie pokonał Jeorjosa Tzelilisa oraz Reyhana Arabacıoğlu z Turcji. Następnie zwyciężał na mistrzostwach Europy w Antalyi w 2002 roku i rozgrywanych rok później mistrzostwach Europy w Loutraki.
Tuż przed mistrzostwami świata w Vancouver w 2003 roku został wraz ze Złatanem Wanewem i Georgijem Markowem zdyskwalifikowany za manipulację przy własnych próbkach moczu podczas testów antydopingowych. Badania wykazały, że mocz w przypisanych im probówkach pochodził od tej samej osoby. W przypadku Boewskiego miał on zostać początkowo zdyskwalifikowany dożywotnio, a po złagodzeniu kary został zdyskwalifikowany na 8 lat. Trybunał arbitrażowy, do którego odwołał się Boewski, podtrzymał karę.
Ustanowił sześć rekordów świata, po dwa w rwaniu, podrzucie i dwuboju

## Aresztowanie
Boewski został aresztowany 24 października 2011 roku w porcie lotniczym São Paulo-Guarulhos za posiadanie 9 kg kokainy. W maju 2012 roku Bułgar został skazany przez Sąd Federalny na karę 9 lat i 4 miesięcy pozbawienia wolności.
Nieco ponad rok później, w październiku 2013 roku, Boewski wylądował w porcie lotniczym Sofia w stolicy Bułgarii. Władze bułgarskie nie zostały poinformowane o jego zwolnieniu z zakładu karnego i nie skomentowały powrotu sportowca do kraju.

## Osiągnięcia
- mistrz olimpijski (2000)
- mistrz świata (1999, 2001)
- mistrz Europy (1999, 2002, 2003)
- 6-krotny rekordzista świata